# 2-Clorobutà
El 2-clorobutà és un compost orgànic de fórmula C4H9Cl, un haloalcà lineal de quatre carbonis amb un àtom de clor unit a la posició 2 de la cadena carbonada.

## Propietats físiques i químiques
El 2-clorobutà amb massa molar de 92,56 g/mol, és un líquid incolor i volàtil a temperatura ambient que no és miscible a l'aigua. El seu punt de fusió val entre - 141 °C i -140 °C, el seu punt d'ebullició està entre 67 °C i 69 °C, i la seva temperatura d'inflamació és -15 °C. Té una densitat inferior a la de l'aigua, 0,873 g/cm³ i en estat gasos, és 3,2 vegades més dens que l'aire. La pressió de vapor val 160 hPa a 20 °C. L'índex de refracció és 1,395 (a 20 °C i per a λ = 589 nm).
Malgrat la seva polaritat, el 2-clorobutà només és lleugerament soluble en aigua a causa de la cadena d'hidrocarburs a la qual està unida, això el fa soluble en dissolvents orgànics no polars, indicat també pel seu coeficient de repartiment log P = 2,33. Concretament, la solubilitat en aigua d'aquest component és d'1,22 g/L.
El 2-clorobutà és incompatible amb agents oxidants forts, bases fortes, àcids forts i metalls com el coure. Com molts halogenurs d'alquil, és reactiu a la relativitat, encara que no és tan reactiu com els iodurs i els bromurs, a causa d'aquesta reactivitat, els fluorurs d'alquil són més estables que altres i no són fàcilment reactius.

## Síntesi

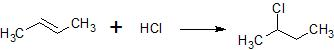
Addició de clorur d'hidrogen al but-2-è.

El 2-clorobutà es pot sintetitzar mitjançant la cloració tèrmica de butà sobre òxid d'alumini a 200 °C, o es pot fer fotoquímicament en fase gas a 35 °C (s'obté 1-clorobutà com a subproducte en un 28 %). També es pot obtenir mitjançant l'addició d'àcid clorhídric a but-2-è.

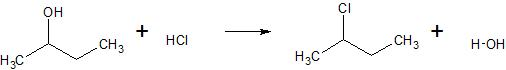

A més, el 2-clorobutà es pot sintetitzar en una reacció de substitució fent reaccionar butan-2-ol amb àcid clorhídric. En aquest cas, la reacció és SN1 perquè el butan-2-ol genera un carbocatió en una reacció de 2 passos. Com que un grup hidroxil no és un bon grup sortint, primer ataca el clorur d'hidrogen, formant aigua, que és un bon grup sortint, això genera el carbocatió. En el segon pas, el nucleòfil Cl– ataca el carbocatió per formar el producte.

## Usos
El 2-clorobutà s'utilitza com a dissolvent i intermediari en síntesi orgànica. S'usa en la preparació d'ingredients farmacèutics actius, plastificadors, cautxú, resines i surfactants. També es pot utilitzar per a la producció de benzina i com a agent anestèsic a la medicina veterinària.
El 2-clorobutà, juntament amb altres halogenurs d'alquil, és un intermedi útil en moltes reaccions orgàniques diferents. El grup halogen és un grup sortint eficaç, el que porta al seu ús tant en reaccions d'eliminació com de substitució. A més, el compost també és un candidat per a reaccions d'acoblament mitjançant un reactiu de Grignard.

### Reaccions de substitució

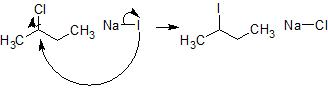
Reacció S_{N}2.

El 2-clorobutà, juntament amb altres halogenurs d'alquil, és un intermedi útil en moltes reaccions orgàniques diferents. El grup halogen és un grup sortint eficaç, el que porta al seu ús tant en reaccions d'eliminació com de substitució. A més, el compost també és un candidat per a reaccions d'acoblament mitjançant un reactiu de Grignard. En una reacció SN2, un nucleòfil (iode) ataca el carboni parcialment positiu, que elimina el clor. Això passa en un sol pas.

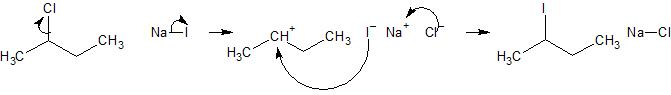
S_{N}1.

Una reacció menys favorable, però encara possible és una reacció SN1, on es forma un carbocatió secundari una vegada que s'elimina el grup sortint. Aleshores, el nucleòfil ataca el carbocatió formant el producte.

### Reaccions d'eliminació

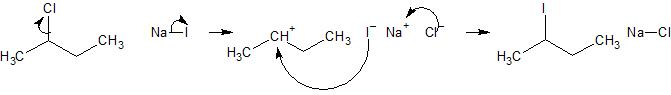
El mecanisme per a la formació de but-2-è (afavorit).

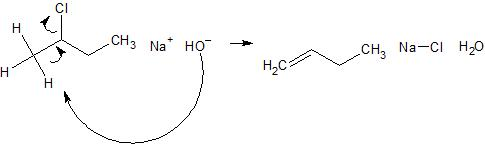
El mecanisme per a la formació d'but-1-è (no afavorit).

Com que el 2-clorobutà és antiperiplanar, pot experimentar reaccions d'eliminació E2 amb bases fortes. En ell, s'elimina el grup que surt del clor i es restaura el doble enllaç per produir diferents isòmers constitucionals. Això es deu al fet que el 2-clorobutà posseeix dos conjunts diferents d'hidrogens β al primer i tercer carbonis respectivament, donant lloc a but-1-è o but-2-è. És important tenir en compte que com a halogenur d'alquil secundari, les reaccions E2 i SN2 són igualment probables quan reaccionen amb una substància que pot actuar tant com a base com a nucleòfil. Quina reacció es produeix depèn de les condicions circumdants. En un mecanisme E2, una base forta com hidròxid de sodi abstreu un hidrogen β, fent que les eleccions de l'antic enllaç carboni-hidrogen tornin a formar el doble enllaç. Aquesta acció elimina el grup sortint, convertint el 2-clorobutà en but-2-è o but-1-è en funció de quin hidrogen beta s'elimini, a causa de la regla de Zaitsev, s'afavoreix el producte de but-2-è més estable.

### Reaccions de Grignard

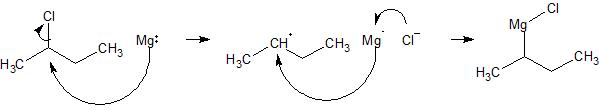
Obtenció d'un reactiu de Grignard.

Com a halogenur d'alquil, el 2-clorobutà es pot utilitzar per preparar un reactiu de Grignard per a la formació d'un enllaç carboni-carboni. En el primer pas, un ió magnesi dona un electró al carboni α del 2-clorobutà, eliminant el clor i formant un radical al·lil així com un radical Mg+. En el segon pas, el radical Mg+ s'acobla amb el radical al·lil mentre que l'ió clorur interacciona amb l'ió magnesi.

## Precaucions
El 2-clorobutà és un líquid inflamable el punt d'inflamabilitat del qual és -15 °C. Els vapors poden formar barreges explosives amb l'aire quan s'escalfa. En cremar desprèn productes tòxics com a monòxid de carboni i àcid clorhídric. La seva temperatura d'autoignició arriba als 460 °C. És tòxic i perillós en cas d'ingestió, inhalació o contacte amb la pell. Pot provocar irritació d'ulls, pell i a les vies respiratòries. Així com efectes al sistema nerviós central si s'inhala en grans quantitats.